# لوت کوفد
لوت کوفد (انگلیسی: Lotte Koefoed؛ زادهٔ ۱۷ سپتامبر ۱۹۵۷) قایقران روئینگ اهل دانمارک است.